# Florence Sally Horner
Florence Sally Horner (16 de abril de 1937 - 18 de agosto de 1952) fue una niña estadounidense secuestrada en 1948 por el pederasta Frank La Salle.

## Secuestro
En 1948, a los 11 años, mientras Sally Horner intentaba robar un cuaderno de una tienda de Camden, New Jersey, Frank La Salle, un mecánico de 50 años, la atrapó, le dijo ser un agente del FBI y amenazó con enviarla a “un lugar para niñas como tú”. En seguida La Salle secuestró a Sally y pasaron 21 meses viajando a lo largo de varios Estados de 
los Estados Unidos durante los cuales abusó sexualmente de ella. En Dallas, Texas, Horner, que asistía a una escuela, confesó a una de sus amigas su situación secreta. Más tarde Sally consiguió escapar de su raptor, telefoneó a su casa y le pidió a su hermana que notificara al FBI. Cuando La Salle fue arrestado el 22 de marzo de 1950 en San José, California, alegó ser el padre de Florence; sin embargo, las autoridades de New Jersey confirmaron que el padre de Horner había muerto siete años antes. La Salle fue juzgado y condenado a pasar de 30 a 35 años en prisión bajo la Ley Mann.
Florence Horner murió en una accidente automovilístico cerca de Woodbine, New Jersey, el 18 de agosto de 1952. Como The Associated Press informó el 20 de agosto de 1952: “Florence Sally Horner, de quince años, quien pasó 21 meses cautiva de un transgresor sexual, murió en un accidente viario cuando el auto en que viajaba se estrelló contra la parte trasera de un camión estacionado”.